# Thomas M. Green junior
Thomas Marston Green junior (* 26. Februar 1758 in Williamsburg, Colony of Virginia; † 7. Februar 1813 im Jefferson County, Mississippi-Territorium) war ein US-amerikanischer Politiker. Zwischen 1802 und 1803 vertrat er das Mississippi-Territorium als Delegierter im US-Repräsentantenhaus.

## Werdegang
Thomas Green wurde 1758 in der damals britischen Kolonie Virginia geboren. 1782 zog er mit seinen Eltern in die Gegend um Natchez im späteren Mississippi-Territorium. Später zog er nach Fayette, wo er eine große Plantage aufbaute, die er bis zu seinem Tod bewirtschaftete. Die Green-Familie war gut mit dem General und späteren Präsidenten Andrew Jackson befreundet. Dieser heiratete im August 1791 seine Frau Rachel Donelson auf der Plantage der Greens; Thomas war dabei der Trauzeuge.
Green gehörte keiner politischen Partei an. Trotzdem gelang es ihm, im Mississippi-Territorium in der Politik aufzusteigen. Im Jahr 1800 war er Mitglied der ersten territorialen Versammlung in diesem Gebiet. Gleichzeitig stieg er in der Miliz bis zum Oberst auf. Nach dem Tod des Kongressdelegierten Narsworthy Hunter wurde Green zu dessen Nachfolger im Kongress gewählt. Dort beendete er zwischen dem 6. Dezember 1802 und dem 3. März 1803 die angebrochene Legislaturperiode seines Vorgängers.
Hunter entschloss sich bei den regulären Kongresswahlen des Jahres 1802 nicht mehr zu kandidieren. Er zog sich aus der Politik zurück und verbrachte seine letzten Jahre auf seiner Plantage, auf der er nach seinem Tod auch beigesetzt wurde. Er war seit 1780 mit Martha Kirkland verheiratet, mit der er zehn Kinder hatte.